# Schanzlbrücke
Die Schanzlbrücke ist die größte Brücke der Dreiflüssestadt Passau und überspannt die Donau auf Höhe der „Neuen Mitte“ bei Flusskilometer 2226,960. Die Durchfahrtshöhe beträgt 7,70 m über dem Höchsten Schifffahrtswasserstand (HSW 2010). An der nördlichen Auffahrt liegt das Schloss Eggendobl, dessen Schlosskirche und Wehrmauer beim Bau der Brücke abgerissen wurden.
Die 20 m breite Brücke hat sieben Fahrspuren und breite Gehwege. Die Balkenbrücke hat eine Stützweite von 149 m.
Der Bau der Brücke wurde am 13. Januar 1961 vom Stadtrat beschlossen. Baubeginn war 1968, am 21. Februar 1970 wurde mit dem Einsetzen des stählernen Mittelteils der Rohbau fertiggestellt und am 18. März das Richtfest gefeiert. Nach einer Belastungsprobe am 19. September 1970 fand am 14. Oktober im Beisein des damaligen Bundesverkehrsministers Georg Leber die Einweihung statt.
Nach der Freigabe des Verkehrs über die Schanzlbrücke wurde die seit 1823 bestehende, etwa 200 m östlich gelegene Maxbrücke für den Autoverkehr gesperrt und 1972 demontiert.
Die an die engen Straßen Passaus gewöhnten Verkehrsteilnehmer schienen anfangs von der weitläufigen Brücke mit ihren vielen Ampeln und Fahrstreifen überfordert zu sein.
Zwischen 2001 und 2003 wurde die Schanzlbrücke saniert. Während der Sperrung der Prinzregent-Luitpold-Brücke, im Volksmund „Hängebrücke“ genannt, von Herbst 2017 bis Sommer 2018 wurde der dortige Verkehr, vor allem in die Altstadt, über die Schanzlbrücke umgeleitet. Seit der Fertigstellung der Sanierung der Hängebrücke verläuft eine stadtauswärts gerichtete Einbahnstraße über diese, sodass alle Fahrzeuge außer Linienbussen und Fahrrädern für Fahrten vom Nordosten von Passau in das Stadtzentrum die Schanzlbrücke verwenden müssen.